# Fonteghetto della Farina

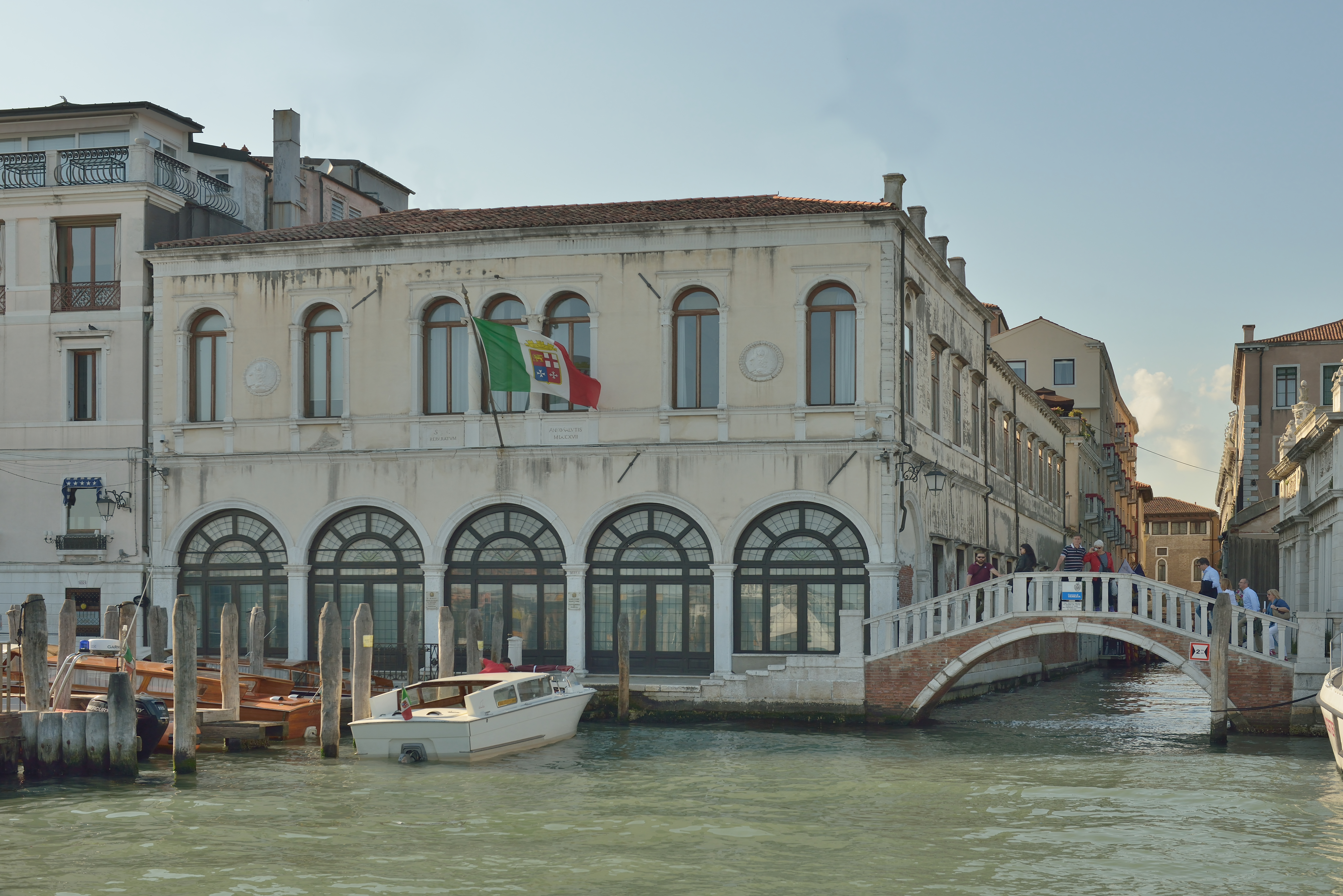
Fonteghetto della Farina

Fonteghetto della Farina, auch Fondaco della Farina, ist ein ehemaliges Lagerhaus für Mehl in Venedig in der italienischen Region Venetien. Es liegt im Sestiere San Marco mit Blick auf das Ostende des Canal Grande neben den Giardini Reali di Venezia und der Palazzina Selva, in der Nähe des Markusplatzes. Heute ist dort die Hafenbehörde von Venedig untergebracht.

## Geschichte
Das Gebäude wurde 1492 errichtet und diente als Magazin für Getreidemehl zur Lebensmittelversorgung der Stadt als Ersatz für ein früheres, kleineres Lagerhaus. Im Inneren durfte jeder Mehl verkaufen, während es im Außenbereich nicht erlaubt war. Das Fonteghetto di Farina wurde von etlichen bekannten Malern abgebildet, darunter auch Canaletto. Von 1756 bis 1877 wurde in dem Haus auch die Akademie für Malerei untergebracht, wobei ein Teil weiterhin dem Mehlverkauf diente.

## Beschreibung
Das zweistöckige Bauwerk hat an der Fassade zum Canal Grande im Erdgeschoss fünf große Rundbogenfenster (ehemals eine Vorhalle), neben denen der Ponte de l'Accademia dei Pittori den Rio dei Giardinetti überspannt. Im Obergeschoss ist in der Mitte ein Dreifach-Rundbogenfenster angeordnet und wird von zwei Paaren gleichartiger Einzelfenster flankiert. Die Seitenfassade zum Rio dei Giardinetti zeigt im Erdgeschoss links ein zugemauertes, großes Rundbogenfenster und daneben drei einfache, rechteckige Öffnungen. Im Obergeschoss gibt es vier rechteckige Einzelfenster.